# دير مار موسى الحبشي
دير مار موسى الحبشي (بالسريانية: ܕܝܪܐ ܪܡܪܝ ܡܘܫܐ ܟܘܫܝܐ دَيرو دمور موشِ كوشويو) هو دير سرياني قديم في سوريا يبتع جماعة دير مار موسى الحبشي الرهبانية بحسب طقس الكنيسة السريانية الكاثوليكية يقع على مسافة 80 كم شمال دمشق و15كم عن مدينة النبك، على سلسلة جبال القلمون السورية، يرتفع 1320م عن سطح البحر، تشير الكتابات على جدرانه أن بناء الكنيسة الحالية يعود إلى سنة 1058م.

## أيقونات دير مار موسى الحبشي

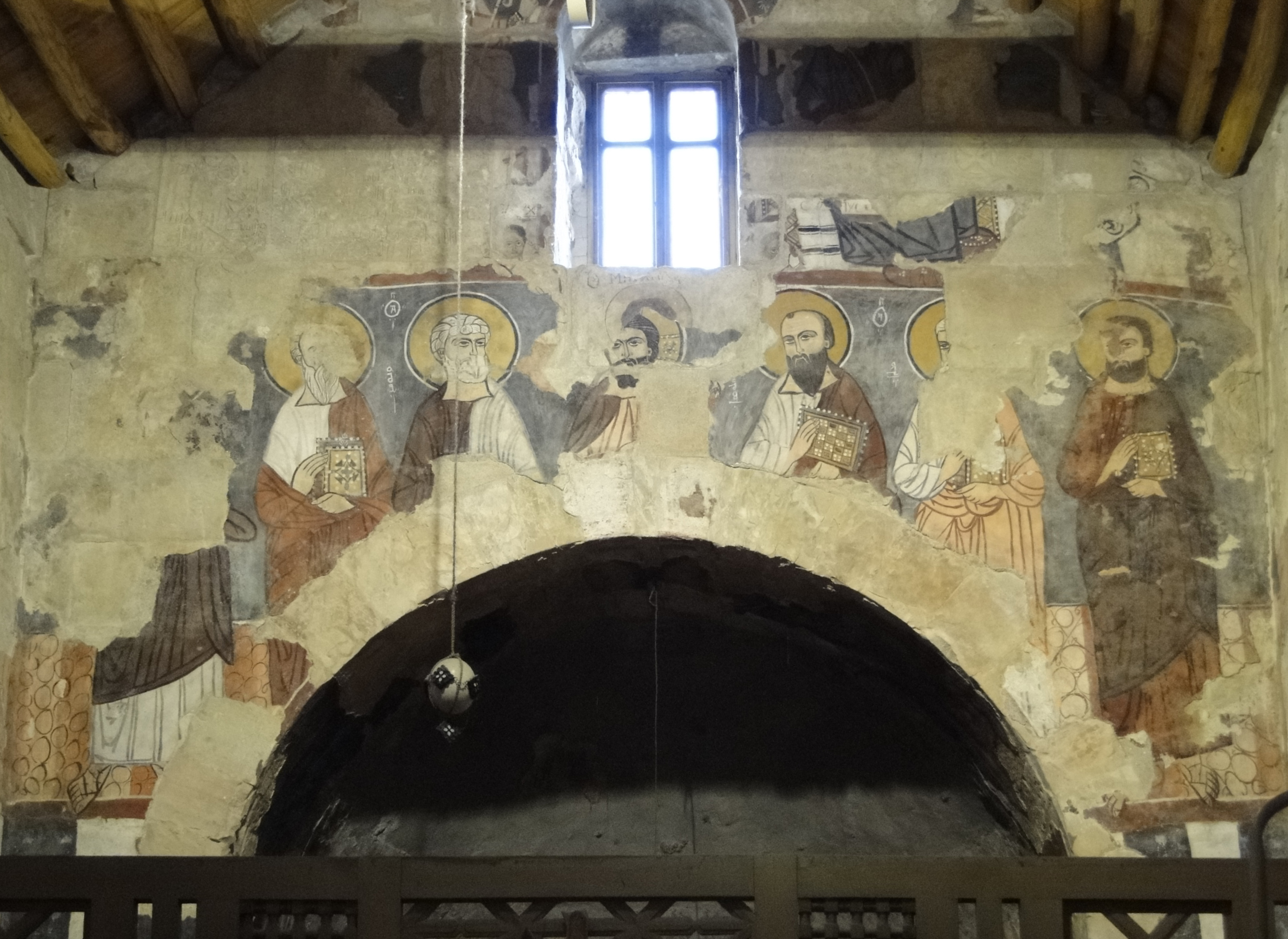
إحدى اللوحات الجدارية داخل دير القديس مار موسى الحبشي، النبك، سوريا

بُنِيَ دَيْرُ مَارْ يَعْقُوْب وَاسْمُهُ الآخَرُ دَيْر مَارْ مُوْسَى الحَبَشِي، فِي مَوْقِعِ بُرْجٍ رُوْمَانِيِّ يَتَمَيَّزُ بشَكْلِهِ المَهِيْبِ المُرْتَكِزِ عَلَى جبَالِ القَلَمُوْن، وَيُشْرِفُ بإطْلَالَةٍ سَاحِرَةٍ خَلَّابَةٍ عَلَى سَهْلٍ فَسِيْحِ الأَرْجَاءِ، يَتَّصِلُ ببَادِيَةِ تَدْمُرَ مِنْ جِهَةٍ، وَبفِلِسْطِيْنَ مِنْ جِهَةٍ أُخْرَى.، يَعُوْدُ بنَاؤُهُ إِلَى مُنْتَصَفِ القرن السادس الميلادي، وَجُدِّدَ بنَاؤُهُ فِي عَامِ 1556  م. يَضُمُّ الدَيْرُ مَكْتَبَةً زَاخِرَةً وَغَنِيَّةً بالمَخْطُوْطَاتِ السِّرْيَانِيَّةِ التَّارِيْخِيَّةِ وَمِنْهَا إِنْجيْلٌ نَفِيْسٌ كُتِبَ بالخَطِّ السَّطْرَنْجيْلِيّ السِّرْيَانِيّ. تُعْتَبَرُ الجِدَارِيَّاتُ المَرْسُوْمَةُ فِي كَنِيْسَةِ دَيْرِ مَارْ مُوْسَى الحَبَشِيِّ مِنَ اللَّوْحَاتِ الأَثَرِيَّةِ النَّادِرَةِ التِي اخْتَصَّتْ بأُسْلُوْبٍ دِيْنِيِّ فَرِيْدٍ وَرُمُوْزٍ مَسِيْحِيَّةٍ أَصِيْلَةٍ أَصْبَحَتْ مَثَارًا لِلدَهْشَةِ وَمَبْعَثًا لِلإِعْجَابِ وَالتَّقْدِيْر. وَتَتَأَلَّفُ مِنْ ثَلَاثِ طَبَقَاتٍ مُتَوَضِّعَةٍ فَوْقَ بَعْضِهَا البَعْضِ، وَقَدْ أَثَّرَتْ عَوَامِلُ الزَّمَنِ فِي تِلْكَ الطَّبَقَاتِ فَسَقَطَتْ أَجْزَاءٌ مِنْهَا، الأَمْرُ الذِي أَدَّىَ إِلَى ظُهُوْرِ نَمَاذِجَ مِنْ كُلِّ وَاحِدَةٍ مِنْ تِلْكَ الطَّبَقَاتِ الثَّلَاثْ، مِمَّا سَاعَدَ فِي الدِّرَاسَاتِ التِي أُجْرِيَتْ عَلَيْهَا. وَمِنْ أَهَمِّ الطَّبَقَاتِ المُكْتَشَفَةِ هِيَ الطَّبَقَةُ الأُوْلَى التِي تَعُوْدُ إِلَى مَا بَعْدَ عَامِ 1058  م، وَهُوَ تَارِيْخُ تَجْدِيْدِ بنَاءِ الكَنِيْسَةِ، وَالطَّبَقَةُ الثَّانِيَةُ التِي تَعُوْدُ إِلَى عَامِ 1090  م، وَالثَّالِثَةُ لِعَامِ 1208  م.

## باولو اليسوعي
بعد أن طاف في أماكن مقدسة في سوريا قام المستشرق الإيطالي باولو ديل أوغليو (بالإيطالية: Paolo dall'Oglio) اليسوعي وسمي لاحقًا (الراهب بولص)؛ بزيارة الدير صيف عام 1982، لقضاء بضعة أيام في التأمل في هذا المكان المقدس، لكنه بعد ذلك قرر البقاء فيه وبدأ عملية ترميمه عام 1984. تطوع بعض الشباب للمساعدة في الترميم الذي استمر حتى صيف عام 1991، حيث بدأ الأب بولص بإعادة الحياة الرهبانية إلى المكان بمساعدة الشماس الحلبي يعقوب مراد.

## التسمية
تعود تسمية الدير إلى القديس موسى الذي ترك الحبشة وهاجر إلى سوريا، وقد عاش أولًا في دير مار يعقوب التاريخي الشهير بالقرب من بلدة قارة شمالي مدينة النبك ثم أتى وادي الدير وأقام في إحدى المغر متنسكًا، حيث يقوم اليوم دير مار موسى. يتميز الدير بموقعه المهيب المشرف على وادٍ سحيق وفيه كهوف وآثار.

## روابط ذات صلة
- موقع دير مار موسى الحبشي على الإنترنت

## هوامش
1. ↑  موقع وزارة السياحة، سوريا نسخة محفوظة 04 مارس 2016 على موقع واي باك مشين.
2. ↑  عبود؛ حداد (1999). دير مار موسى الحبشي: دينياً أثرياً فنياً (ط. الأولى). حلب: دار ماردين للنشر. ص. 50. مؤرشف من الأصل في 2020-04-23.
3. ↑  عبود؛ حداد (1999). دير مار موسى الحبشي: دينياً أثرياً فنياً (ط. الأولى). حلب: دار ماردين للنشر. ص. 84. مؤرشف من الأصل في 2020-04-23.
4. ↑  عبود؛ حداد (1999). دير مار موسى الحبشي: دينياً أثرياً فنياً (ط. الأولى). حلب: دار ماردين للنشر. ص. 102. مؤرشف من الأصل في 2020-04-23.
5. ↑  عبود؛ حداد (1999). دير مار موسى الحبشي: دينياً أثرياً فنياً (ط. الأولى). حلب: دار ماردين للنشر. ص. 119. مؤرشف من الأصل في 2020-04-23.
6. ↑  موقع دير مار موسى على الإنترنت [وصلة مكسورة] نسخة محفوظة 05 مارس 2010 على موقع واي باك مشين.